# Ischnolea bicolorata
Ischnolea bicolorata là một loài bọ cánh cứng trong họ Cerambycidae.